# 11588 Gottfriedkeller
11588 Gottfriedkeller eller 1994 UZ12 är en asteroid i huvudbältet som upptäcktes den 28 oktober 1994 av den tyske astronomen Freimut Börngen vid Tautenburg-observatoriet. Den är uppkallad efter författaren Gottfried Keller.
Asteroiden har en diameter på ungefär 10 kilometer och den tillhör asteroidgruppen Hygiea.